# Низами Гянджеви
Абу́ Муха́ммед Илья́с ибн Юсуф, известный под псевдонимом Низами́ Гянджеви́ (перс. نظامی گنجوی‎‎, курд. Nîzamî Gencewî, نیزامی گه‌نجه‌وی‎; около 1141, Гянджа, Государство Ильдегизидов (в н. в. — город в Азербайджане) — около 1209, там же) — классик персидской поэзии, один из крупнейших поэтов средневекового Востока, крупнейший поэт-романтик в персидской эпической литературе, привнёсший в персидскую эпическую поэзию разговорную речь и реалистический стиль.
Используя темы из традиционного устного народного творчества и письменных исторических хроник, Низами своими поэмами объединил доисламский и исламский Иран. Героико-романтическая поэзия Низами на протяжении последующих веков продолжала оказывать воздействие на весь персоговорящий мир и вдохновляла пытавшихся подражать ему молодых поэтов, писателей и драматургов на протяжении многих последующих поколений не только в самой Персии, но и по всему региону, включая культуры таких современных стран, как Азербайджан, Армения, Афганистан, Грузия, Индия, Иран, Пакистан, Таджикистан, Турция, Туркменистан, Узбекистан. Его творчество оказало влияние на таких великих поэтов, как Хафиз Ширази, Джалаладдин Руми и Саади. Его пять маснави (больших поэм) («Хамсе») раскрывают и исследуют разнообразные темы из различных областей знаний и снискали огромную славу, на что указывает большое число сохранившихся списков его произведений. Герои его поэм — Хосров и Ширин, Лейли и Маджнун, Искандер — до сих пор остаются общеизвестными как во всём исламском мире, так и в других странах.
1991 год был объявлен ЮНЕСКО годом Низами в честь 850-летия поэта.

## Историко-культурный фон
С 1135/1136 по 1225 год частями исторических областей Азербайджан (ныне большей частью Иранский Азербайджан) и Арран в качестве Великих Атабеков Сельджукских султанов Персидского Ирака правила династия Ильдегизидов. Эта династия была основана Шамсом ад-Дином Ильдегизом, по происхождению кипчаком (половцем), вольноотпущенным гулямом (солдатом-рабом) сельджукского султана Персидского Ирака (Западного Ирана). Ильдегизиды являлись атабеками Азербайджана (то есть регентами наследников престола сельджукских султанов), по мере развала сельджукской империи, с 1181 года стали местными правителями и оставались таковыми до 1225 года, когда их территория, ранее уже захваченная грузинами, была завоевана Джалал-ад-Дином. Шамс ад-Дин Ильдегиз, вероятно, добился контроля над частью Азербайджана только в 1153 году, после смерти Касс Бег Арслана, последнего фаворита султана Масуда ибн Мухаммеда (1133—1152).
В соседнем с Азербайджаном и Арраном Ширване располагалось Государство Ширваншахов, которым правила династия Кесранидов. Хотя династия имела арабское происхождение, к XI веку Кесраниды были персизированы и заявляли, что являются потомками древнеперсидских сасанидских царей.
Ко времени рождения Низами прошло уже столетие с момента вторжения в Иран и Закавказье тюрок-сельджуков. По мнению французского историка Рене Груссе, сельджукские султаны, сами будучи туркоманами, став султанами Персии, не подвергли тюркизации Персию, а наоборот, они «добровольно стали персами и подобно древним великим сасанидским царям защищали иранское население» от набегов кочевников и спасли иранскую культуру от туркоманской угрозы.
В последней четверти XII века, когда Низами начинал работать над поэмами, которые вошли в книгу «Хамсе» («Пятерица»), верховная власть сельджуков переживала упадок, а политические волнения и социальное беспокойство нарастали. Тем не менее, персидская культура переживала расцвет именно тогда, когда политическая власть была скорее рассеяна, чем централизована, a персидский язык оставался основным языком. Это относилось и к Гяндже, кавказскому городу — отдалённому персидскому аванпосту, где жил Низами, городу, который в то время имел преимущественно иранское население, о чём свидетельствует также современник Низами армянский историк Киракос Гандзакеци (около 1200—1271), который также как и Низами Гянджеви (Низами из Гянджи) был жителем Гянджи. В Средние века армяне всех ираноязычных называли «парсик» — персами, что отражено в переводе того же отрывка на английский язык. Анонимный хронист начала XIII века среди населения города упоминает две группы — «христиане» и «персы». При жизни Низами Гянджа была одним из центров иранской культуры, о чём свидетельствуют собранные только в одной антологии персидской поэзии XIII века «Нузхат аль-Маджалис» стихотворения 24 персидских поэтов, живших и творивших в Гяндже в XI—XII веках. Среди ираноязычного населения Гянджи XI—XII веков были также и курды, значительному присутствию которых в городе и его окрестностях способствовало правление представителей династии Шеддадидов, имеющей курдское происхождение. Именно привилегированным положением курдов в Гяндже некоторые исследователи объясняют переезд отца Низами из Кума и поселение родителей Низами в Гяндже, так как мать Низами была курдянкой.
Персидский историк Хамдаллах Казвини, живший примерно через сто лет после Низами, описал «полную сокровищ» Гянджу в Арране, как один из самых богатых и процветающих городов Ирана.
Азербайджан, Арран и Ширван явились тогда новым центром персидской культуры после Хорасана. В «хорасанском» стиле персидской поэзии специалисты выделяют западную — «азербайджанскую» школу, которую иначе называют «тебризской» или «ширванской», как склонную к усложнённой метафоричности и философичности, к использованию образов, взятых из христианской традиции. Низами считается одним из виднейших представителей этой западной школы персидской поэзии. 

## Биография
О жизни Низами известно мало, единственным источником информации о нём являются его произведения, в которых также не содержится достаточного количества надёжной информации о его личной жизни, в результате чего его имя окружено множеством легенд, которые ещё более украсили его последующие биографы.

### Имя и литературный псевдоним
Личное имя поэта — Ильяс, его отца звали Юсуф, деда Заки; после рождения сына Мухаммада имя последнего также вошло в полное имя поэта, которое таким образом стало звучать: Абу Мухаммад Ильяс ибн Юсуф ибн Заки Муайяд, а в качестве литературного псевдонима («лакаб») он выбрал имя «Низами», которое некоторые авторы средневековых «тазкират» (тадкират), то есть «биографий», объясняют тем, что ремесло вышивания было делом его семьи, от которого Низами отказался, чтобы писать поэтические произведения, над которыми он трудился с терпеливостью вышивальщика. Его официальное имя — Низам ад-Дин Абу Мухаммад Ильяс ибн Юсуф ибн Заки ибн Муайяд. Ян Рыпка приводит ещё одну форму его официального имени Хаким Джамал ад-Дин Абу Мухаммад Ильяс ибн Юсуф ибн Заки ибн Муайяд Низами.
По вероисповеданию Низами был суннитом.

### Дата и место рождения
Точная дата рождения Низами неизвестна. Известно только, что Низами родился между 1140—1146 (535—540) годами. Биографы Низами и некоторые современные исследователи расходятся на шесть лет относительно точной даты его рождения (535-40/1141-6). По сложившейся традиции, годом рождения Низами принято считать 1141 год, который официально признан ЮНЕСКО. На этот год указывает сам Низами в поэме «Хосров и Ширин», где в главе «В оправдание сочинения этой книги» говорится:
Мой знаешь гороскоп? В нём — лев, но я сын персти,
И если я и лев, я только лев из шерсти,
И мне ли на врага, его губя, идти?
Я лев, который смог лишь на себя идти!
(пер. К. Липскерова)
Из этих строк следует, что поэт родился «под знаком» Льва. В той же главе он указывает, что в начале работы над поэмой ему было сорок лет, а он начал её в 575 году хиджры. Получается, что Низами родился в 535 году хиджры (то есть в 1141 году). В тот год солнце находилось в созвездии Льва с 17 по 22 августа, из чего следует, что Низами Гянджеви родился между 17 и 22 августа 1141 года.
Вопрос о месте рождения поэта долгое время вызывал споры. Хаджи Лютф Али Бей в биографическом сочинении «Атешкида» (XVIII век) таковым называет Кум в Центральном Иране, ссылаясь на стихи Низами из «Искандер-намэ»:
Хотя я затерян в море Гянджи, словно жемчужина,
Но я из Кухистана
В Тафрише есть деревня, и свою славу
Низами стал искать оттуда.
Большинство средневековых биографов Низами (Ауфи Садид-ад-дин в XIII в., Доулатшах Самарканди в XV в. и другие) указывают как место рождения Низами Гянджу — город, в котором он жил и умер. Академик Е. Э. Бертельс отметил, что в лучшей и старейшей из известных ему рукописей Низами также не упоминается про Кум. В настоящее время существует устоявшееся мнение, принятое академическими авторами, согласно которому отец Низами происходил из Кума, тогда как сам Низами родился в Гяндже, и упоминание в некоторых его произведениях о том, что он появился на свет в Куме — результат искажения текста. В период жизни Низами Гянджа находилась в составе Сельджукской империи, просуществовавшей с 1077 по 1307 год. Тафриш, упомянутый в вышеприведённом отрывке из «Искандер-намэ», являлся крупным центром зороастрийской религии и находится в 222 км от Тегерана, Центральный Иран.
Низами родился в городе, и вся его жизнь прошла в условиях городской среды, притом в атмосфере господства персидской культуры, так как его родная Гянджа в то время имела ещё иранское население, и, хотя о его жизни известно мало, считается, что всю жизнь он провёл, не покидая Закавказья. Скудные данные о его жизни можно найти только в его произведениях.

### Родители и родственники
Отец Низами, Юсуф ибн Заки, мигрировавший в Гянджу из Кума (Центральный Иран, как указывает Дж. Мейсами), возможно был чиновником. Мать, Ра’иса, имела иранское происхождение, по словам самого Низами, была курдянкой, вероятно, дочерью вождя курдского племени, и, по некоторым предположениям, была связана с курдской династией Шеддадидов, правившей Гянджой до атабеков.
Родители поэта рано умерли. После смерти отца Ильяса воспитывала мать, а после смерти последней — брат матери Ходжа Умар.
Доулатшах Самарканди (1438—1491) в своём трактате «Тазкират аш-шуара» («Антология поэтов») (окончен в 1487 году) упоминает брата Низами по имени Кивами Мутарризи, который также был поэтом.

### Образование
Низами был по стандартам своего времени блестяще образован. Тогда предполагалось, что поэты должны быть хорошо сведущи во многих дисциплинах. Однако, и при таких требованиях к поэтам Низами выделялся своей ученостью: его поэмы свидетельствуют не только о его прекрасном знании арабской и персидской литератур, устной и письменной традиций, но и математики, астрономии, астрологии, алхимии, медицины, ботаники, богословия, толкований Корана, исламского права, христианства, иудаизма, иранских мифов и легенд, истории, этики, философии, эзотерики, музыки и изобразительного искусства.
Хотя Низами часто называют «Хаким» (мудрец), он не был философом, как Аль-Фараби, Авиценна и Сухраварди, или толкователем теории суфизма, как Ибн Араби или Абдурраззак аль-Кашани. Тем не менее, его считают философом и гностиком, хорошо владевшим различными областями исламской философской мысли, которые он объединял и обобщал образом, напоминающим традиции более поздних мудрецов, таких как Кутбуддин аш-Ширази и Баба Афзал Кашани, которые будучи специалистами в различных областях знаний, предприняли попытку объединить различные традиции в философии, гносисе и теологии.

### Жизнь
О жизни Низами сохранилось мало информации, но точно известно, что он не был придворным поэтом, так как опасался, что в такой роли утратит честность, и хотел прежде всего свободы творчества. Вместе с тем, следуя традиции, свои произведения Низами посвящал правителям из различных династий. Так, поэму «Лейли и Меджнун» Низами посвятил Ширваншахам, а поэму «Семь красавиц» — сопернику Ильдегизидов — одному из атабеков Мараги (Ахмадилидов) Ала ал-Дину.

Низами, как указывалось, жил в Гяндже. Он был женат трижды. Первая и любимая жена, рабыня-половчанка Афак (которой он посвятил много стихов), «величавая обликом, прекрасная, разумная», была подарена ему правителем Дербента Дара Музаффарр ад-Дином примерно в 1170 году. Низами, освободив Афак, женился на ней. Около 1174 г. у них родился сын, которого назвали Мухаммед. В 1178 или 1179 году, когда Низами заканчивал поэму «Хосров и Ширин», его жена Афак умерла. Две другие жены Низами также умерли преждевременно, притом, что смерть каждой из жён совпадала с завершением Низами новой эпической поэмы, в связи с чем поэт сказал: 
Боже, почему за каждую поэму я должен пожертвовать женой!
Низами жил в эпоху политической нестабильности и интенсивной интеллектуальной активности, что отражено в его поэмах и стихах. Ничего не известно о его взаимоотношениях с его покровителями, как и не известны точные даты, когда были написаны его отдельные произведения, так как многое является плодом фантазий его биографов, которые жили позже него. При жизни Низами удостаивался почестей и пользовался уважением. Сохранилось предание о том, что атабек тщетно приглашал Низами ко двору, но получил отказ, однако считая поэта святым человеком, подарил Низами пять тысяч динаров, а позже передал ему во владение 14 деревень.
Сведения о дате его смерти так же противоречивы, как и свидетельства о дате его рождения. Средневековые биографы указывают различные данные, расходясь в определении года смерти Низами примерно на 37 лет (575—613/1180—1217). Сейчас точно известно лишь то, что Низами умер в XIII веке. Датировка смерти Низами 605 годом хиджры (1208/1209 год) основана на арабской надписи из Гянджи, опубликованной Бертельсом. Другое мнение основано на тексте поэмы «Искандер-наме». Кто-то из близких Низами лиц, возможно, его сын, описал смерть поэта и включил эти строки во вторую книгу об Искандере, в главу, посвящённую смерти античных философов — Платона, Сократа, Аристотеля. В этом описании указан возраст автора по мусульманскому календарю, что соответствует дате смерти в 598 году хиджры (1201/1202 годы):
Шестьдесят было лет и три года ему,

И шесть месяцев сверх, — и ушёл он во тьму,

Всё сказав о мужах, озарявших своими

Поученьями всех, он ушёл вслед за ними.

         (пер. К. Липскерова)

## Творчество
Культура Персии эпохи Низами знаменита благодаря традиции, имеющей глубокие корни, великолепию и роскоши. В доисламские времена она развила чрезвычайно богатые и безошибочные средства выражения в музыке, архитектуре и в литературе, хотя Иран, её центр, был постоянно подвержен набегам вторгавшихся армий и иммигрантов, эта традиция была в состоянии вобрать в себя, трансформировать и полностью преодолеть проникновение инородного элемента. Александр Великий был только одним из многих завоевателей, кто был пленён персидским образом жизни. Низами был типичным продуктом иранской культуры. Он создал мост между исламским и доисламским Ираном, а также между Ираном и всем древним миром. Хотя Низами Гянджеви жил на Кавказе — на периферии Персии, в своём творчестве он продемонстрировал центростремительную тенденцию, которая проявляется во всей персидской литературе, как с точки зрения единства её языка и содержания, так и в смысле гражданского единства, и в поэме «Семь красавиц» написал, что Иран — «сердце мира» (в русском переводе «душа мира»):

Вся вселенная — лишь тело, а Иран — душа.
Говорю об этом смело, правдою дыша.
Дух земли — Иран. И ныне — внемли каждый слух:
Пусть прекрасно тело мира — выше тела дух.
(перевод В. Державина)
Оригинальный текст (перс.)همه عالم تن است و ایران دل
نیست گوینده زین قیاس خجل
چونکه ایران دل زمین باشد
دل ز تن به بود یقین باشد

### Литературное влияние
По мнению профессора Челковского, «любимым занятием Низами было чтение монументального эпоса Фирдоуси Шахнаме („Книга царей“)». Хотя на творчество Низами влияние оказали и другие персидские поэты, такие как Катран Тебризи, Санаи, Фахраддин Гургани и историк Ат-Табари, творчество Фирдоуси для Низами было источником вдохновения и материалом для создания поэмы «Искандер-наме». Низами постоянно ссылается на «Шахнаме» в своих произведениях, особенно в прологе «Искандер-наме». Можно считать, что он всегда восхищался произведением Фирдоуси и, поставив себе в жизни цель — написать героический эпос, равный поэме Фирдоуси «Шахнаме», использовал поэму «Шахнаме», как источник для создания трёх эпических поэм — «Семь красавиц», «Хосров и Ширин» и «Искандер-наме». Низами назвал Фирдоуси «хакимом» — «мудрецом», «даанаа» — «знающим» и большим мастером ораторского искусства, «который украсил слова, подобно новобрачной». Он советовал сыну Ширваншаха прочесть «Шахнаме» и запомнить значимые высказывания мудреца. Однако, согласно Е. Э. Бертельсу, «Низами считает свои стихи выше творений Фирдоуси», «Он собирается „палас“ переделать в „шёлк“, „серебро“ превратить в „золото“».
Большое влияние на Низами оказало творчество персидского поэта XI века Фахраддина Гургани. Позаимствовав большинство своих сюжетов у другого великого персидского поэта Фирдоуси, основу для своего искусства написания поэзии, образность речи и композиционную технику Низами взял у Гургани. Это заметно в поэме «Хосров и Ширин», и особенно в сцене спора влюблённых, которая имитирует главную сцену из поэмы Гургани «Вис и Рамин». Кроме того, поэма Низами написана тем же метром (хазадж), которым написана поэма Гургани. Влиянием Гургани на Низами можно также объяснить увлечённость последнего астрологией.
Своё первое монументальное произведение Низами написал под воздействием поэмы персидского поэта Санаи «Сад истин» («Хадикат аль-Хакикат»).

### Стиль и мировоззрение
Низами писал поэтические произведения, но они отличаются драматичностью. Сюжет его романтических поэм тщательно построен так, чтобы усилить психологическую сложность повествования. Его герои живут под давлением действия и должны срочно принимать решения, чтобы познать самих себя и других. Он рисует психологические портреты своих героев, раскрывая богатство и сложность человеческой души, когда они сталкиваются с сильной и несокрушимой любовью.
С одинаковым мастерством и глубиной Низами изобразил как простых людей, так и царственных особ. С особым теплом Низами изобразил ремесленников и мастеровых. Низами нарисовал образы художников, скульпторов, архитекторов и музыкантов, которые часто становились ключевыми образами в его поэмах. Низами был мастером жанра романтического эпоса. В своих чувственно-эротических стихах Низами объясняет, что заставляет человеческие существа вести себя так, как они, раскрывая их безрассудность и величие, их борьбу, страсти и трагедии. Для Низами правда составляла суть поэзии. На основании такого подхода Низами обрушивал свой гнев на придворных поэтов, которые продавали свой талант за земное вознаграждение. В творчестве Низами искал вселенской справедливости и пытался защитить бедных и смиренных людей, а также исследовать невоздержанность и произвол сильных мира сего. Низами предупреждал людей о преходящей природе жизни. Размышляя о судьбе людей и будучи гуманистом, Низами в поэме «Искандер-наме» предпринял попытку изобразить совершенное общество — утопию.
Низами был поэтом-мистиком, однако в творчестве Низами невозможно отделить мистическое от эротики, духовное от светского. Его мистицизм с характерным для того символизмом основывается на сути суфийской концепции. Вместе с тем, известно, что официально Низами не был принят в какой-либо суфийский орден. Более вероятно, что Низами представлял аскетический мистицизм, схожий с мистицизмом Газали и Аттара, к которому склонность поэта к независимым суждениям и поступкам добавила более различимые особенности.
В поэзии Низами отразились суфийские традиции, символы и образы. Так, в поэме «Сокровищница тайн» Низами, чьё творческое наследие является общепризнанным хранилищем иранских мифов и легенд, проиллюстрировал то, как образ розы (гол или гул) воспринимался в представлениях людей средневековой Персии. В исламской традиции роза ассоциируется с Пророком Мухаммедом, что выражается множеством способов в религиозных текстах и художественном творчестве. Для распространения в Иране этой традиции существовали предпосылки в доисламской культуре и религии, в которой с каждым божеством ассоциировался определённый цветок. Культура цветов в Иране всегда была тесно связана с культивацией персидского сада. Средневековый персидский сад в форме четырёхчастного архитектурного сада (чагарбаг) был прямым производным древнеперсидского «райского сада» (парадаиза) Ахеменидских царей, который составлял часть имперской дворцовой системы. Даже распространение ислама в Иране не оказало негативного влияния на культуру персидского сада. Розы, которые выращивались в Иране с древности, являлись обязательной составляющей средневекового персидского сада. В средневековой персо-исламской культуре, и в поэзии в частности, которая является самым тонким выражением персидского творческого гения, образ розы применялся как средство передачи различных идей. Роза считалась царственным цветком и символом красоты. Символизм розы в персидской культуре уходит своими корнями в доисламскую эпоху, когда цветок розы ассоциировался с зороастрийским божеством Даэной, одним из женских язатов. Роза стала особенно сильным символом в мистической традиции, начиная с XII в., пропитав персидскую религиозную мысль и литературную культуру. Как и многие персидские поэты-мистики (Руми, Аттаром, Саади) Низами использовал образ розы, как символическое описание божественности. В образном строе персидской поэзии любовь соловья к розе символизировала стремление души мистика к божественному. Так, Руми утверждал, что аромат розы является намёком на тайну божественной действительности, которая лежит в основе всех вещей, и убеждал мистиков отказаться от своей плотской сущности, чтобы стать подобным аромату розы и направлять других в божественный Розовый сад. Руми объясняет аромат розы, как символизирующий «дыхание разума и здравомыслия». Следуя этой традиции, Низами раскрыл мистический символизм розы в состязании двух придворных врачей в поэме «Сокровищница тайн». Хотя рассказанная Низами притча указывает на силу психологического внушения, мистическая природа аромата розы служит в качестве метафоры, как в поэме Низами, так и в классических текстах средневековой персидской поэзии.
Низами хорошо знал исламскую космологию, и эти знания он претворил в своей поэзии. Согласно исламской космологии Земля располагалась в центре в окружении семи планет: Луны, Меркурия, Венеры, Солнца, Марса, Юпитера и Сатурна, считавшихся представителями Бога, которые своим движением воздействуют на живых существ и события на Земле. Так, описывая рождение Бахрама и построение его гороскопа мудрецами и звездочетами в поэме «Семь красавиц», Низами, который хорошо разбирался в астрологии, предрек черты характера и судьбу Бахрама:
Поднялась в ту ночь к Плеядам месяца глава,

Апогей звезды Бахрама был в созвездье Льва.

Утарид блеснул под утро в знаке Близнецов,

А Кейван от Водолея отогнал врагов.

(пер. Вл. Державина)
Низами был твёрдо уверен, что единство мира можно воспринять посредством арифметики, геометрии и музыки. Он также знал нумерологию и считал, что числа являются ключом от взаимосвязанной вселенной, так как посредством чисел множество становится единством, а диссонанс — гармонией. В поэме «Лейли и Меджнун» он приводит абджадию (нумерологическое значение) своего имени — Низами (перс. نظامی‎ = 50+900+1+40+10), называя число 1001:
Мне «Низами» прозвание дано,

Имен в нем тыща и ещё одно.

Обозначенье этих букв благих

Надежней стен гранитных крепостных.

(Перевод Т. Стрешневой)
Язык поэм и стихов Низами отличается необычностью. Низами писал на персидском языке, подняв его на новую высоту благодаря использованию аллегорий, притч и многозначных слов. Он ввёл новые и прозрачные развёрнутые метафоры и образы, создал неологизмы. Низами использует различные стилистические фигуры (гипербола, анафора), повторы (мукаррар), аллюзию, сложные слова и образы, которые объединяет с различными элементами повествования для увеличения силы их воздействия. Стиль Низами также отличается тем, что он избегает употребления обычных слов для описания действий, эмоций и поведения своих героев. Другой особенностью Низами является создание афоризмов. Так, в поэме «Лейли и Меджнун» Низами создал стиль, который отдельные авторы назвали «стилем эпиграмм», а многие из созданных Низами афоризмов стали пословицами. Низами использует в своей поэзии разговорную речь. Его язык богат идиомами, стилистически прост, особенно в диалогах и монологах. Сам Низами назвал свой стиль «гариб», что переводится, как «редкий, новый». Себя же он называл «волшебником слов» и «зеркалом незримого».
По мнению Е. Э. Бертельса Низами по вероисповеданию был мусульманином-суннитом, а также питал отвращение к крайним шиитам, карматам и исмаилитам. В поддержку последнего он приводит следующие строки Низами:
Знамя Исхака им вознесено, если у него и есть противник, то это — исмаилит.

### Произведения
До наших дней сохранилась только небольшая часть лирической поэзии Низами, в основном это касыды (оды) и газели (лирические стихи). Сохранившийся лирический «Диван» Низами составляет 6 касыд, 116 газелей, 2 кит’а и 30 рубаи. Однако, по словам средневековых биографов Низами, это лишь небольшая часть его лирики. Небольшое число его рубаи (четверостиший) сохранились в антологии персидской поэзии Нузхат ол-Маджалис, составленной персидским поэтом XIII в. Джамалом ал-Дином Халилом Ширвани, однако впервые описанной только в 1932 г.

#### Хамсе(«Пятерица»)
Основными произведениями Низами являются пять поэм, объединённых общим названием «Пандж Гандж», что переводится с персидского как «Пять драгоценностей», более известных как «Пятерица» (от «хамсе» — персидского произношения арабского слова «хамиса» — «пять»).
- Поэма «Махзан аль-Асрар» (перс.  مخزن الاسرار ‎) — «Сокровищница тайн», написанная в 1163 г. (хотя некоторые исследователи датируют её 1176 г.), посвящена правителю Эрзинджана Фахр ад-дину Бахрам-шаху (1155—1218).
- Поэма «Хосров и Ширин» (перс. خسرو و شیرین ‎) была написана в течение 16 лунных лет между 1175/1176 и 1191 г. и посвящена сельджукскому султану Тогрулу III (1175—1194), атабеку Мухаммаду ибн Элдигизу Джахан Пахлавану (1175—1186) и его брату Кызыл-Арслану (1186—1191)[114].
- Поэма «Лейли и Меджнун» (перс.  لیلی و مجنون ‎), написанная в 1188 году, посвящена ширваншаху Ахситану I (1160—1196)[115].
- Поэма «Семь красавиц» («Хафт пейкар», перс.  هفت پیکر ‎) написана в 1197 году и посвящена правителю Мараги Аладдину Курп-Арслану[116].
- Поэма «Искандер-наме» (перс.  اسکندرنامه ‎), название которой переводится как «Книга Александра», написана между 1194 и 1202 гг. и посвящена малеку Ахара Носрат-ал-Дин Бискин бин Мохаммаду[117] из династии Пишкинидов (1155—1231) грузинского происхождения, которые были вассалами Шеддадидов Аррана[115].

Все пять поэм написаны в стихотворной форме маснави (двустиший), а общее количество двустиший составляет 30 000. Поэма «Сокровищница тайн» состоит из 2260 маснави, написанных в метре «сари» (- ᴗ ᴗ — / — ᴗ ᴗ — / — ᴗ -). Поэма «Хосров и Ширин» состоит из примерно 6500 маснави, написанных в метре «хазадж» (ᴗ — — -). Поэма «Лейли и Меджнун» состоит из 4600 маснави в метре «хазадж». «Семь красавиц» насчитывает около 5130 маснави в метре «кафиф» (-ᴗ--/ᴗ-ᴗ-/ᴗᴗ-). «Искандер-наме», состоящая из двух частей, в общей сложности содержит около 10 500 маснави в метре «мотагареб» (◡ − − / ◡ − − / ◡ − − / ◡ −), которым написана поэма Фирдоуси «Шах-намэ».
Первая из поэм — «Сокровищница тайн» — была написана под влиянием монументальной поэмы Санаи (умер в 1131 г.) «Сад правды». В основе поэм «Хосров и Ширин», «Семь красавиц» и «Искандер-наме» лежат средневековые рыцарские истории. Герои поэм Низами Хосров и Ширин, Бахрам-и Гур и Александр Великий, которые появляются в отдельных эпизодах в поэме «Шахнаме» Фирдоуси, в поэмах Низами помещены в центр сюжета и стали главными героями трёх его поэм. Поэма «Лейли и Меджнун» написана на основе арабских легенд. Во всех пяти поэмах Низами значительно переработал материал использованных источников.
В поэмах Низами содержатся уникальные данные, которые сохранились до наших дней именно благодаря его описаниям. Так, например, одним из предметов очарования «Хамсе» являются детальные описания музыкантов, что сделало поэмы Низами главным источником современных знаний о персидском музыкальном творчестве и музыкальных инструментах XII века. Несмотря на интерес Низами к обычным людям, поэт не отрицал институт монархической формы правления и считал, что он является интегральной, духовной и священной частью персидского образа жизни.

##### «Сокровищница тайн»
Поэма «Сокровищница тайн» раскрывает эзотерические, философские и теологические темы и написана в русле суфийской традиции, в связи с чем служила образцом для всех поэтов, впоследствии писавших в этом жанре. Поэма разделена на двадцать речей-притч, каждая из которых является отдельным трактатом, посвящённым религиозным и этическим темам. Каждая глава завершается апострофой (обращением) к самому поэту, содержащей его литературный псевдоним. Содержание стихов указывается в заглавии каждой главы и написано в типичном гомилетическом стиле. Истории, которые обсуждают духовные и практические вопросы, проповедуют справедливость царей, исключение лицемерия, предупреждают о суетности этого мира и необходимости готовиться к жизни после смерти. Низами проповедует идеальный образ жизни, привлекая внимание к своему читателю людей высшего социального положения среди творений Божьих, а также пишет о том, что человек должен думать о своём духовном предназначении. В нескольких главах Низами обращается к обязанностям царей, но в целом он скорее обращается ко всему человечеству, чем к своему царственному покровителю. Написанная в высоко риторическом стиле поэма «Сокровищница тайн» не является романтической эпической поэмой, её цель — переступить ограничения придворной светской литературы. Этим произведением Низами продолжил направление, которое открыл в персидской поэзии Санаи и которое было продолжено многими персидскими поэтами, ведущим среди которых является Аттар.

##### «Хосров и Ширин»
Поэма «Хосров и Ширин» — первый шедевр Низами. При её написании Низами испытал влияние поэмы Фахраддина Гургани «Вис и Рамин». Поэма «Хосров и Ширин» стала поворотной точкой не только для Низами, но и для всей персидской поэзии. Более того, её считают первой поэмой в персидской литературе, достигшей полного структурного и артистического единства. Это также суфийское произведение, аллегорически изображающее стремление души к Богу; но чувства изображены настолько живо, что неподготовленный читатель даже не замечает аллегории, воспринимая поэму как романтическое любовное произведение. В основе сюжета поэмы лежит правдивая история, и герои являются историческими личностями. Низами утверждал, что источником для него послужила рукопись, хранившаяся в Барде. История жизни Хосрова II Парвиза (590—628 гг.) была описана в исторических документах и подробно рассказана в эпико-исторической поэме Фирдоуси «Шахнаме». Однако о событиях, связанных с восхождением на престол Хосрова II Парвиза и годами его правления, Низами упоминает лишь кратко. В своей поэме Низами рассказывает о трагической любви Хосрова, сасанидского царевича, затем шаха Ирана, и прекрасной армянской принцессы Ширин, племянницы (дочь брата) Шемиры (звали Мехин Бану) — могучей правительницы христианского Аррана вплоть до Армении, где они проводили лето. За этим сюжетом скрыта история души, погрязшей в грехах, которые не дают ей, при всем желании, соединиться с Богом.

##### «Лейли и Меджнун»
Поэма «Лейли и Меджнун» разрабатывает сюжет старинной арабской легенды о несчастной любви юноши Кайса, прозванного «Меджнун» («Безумец»), к красавице Лейли. Поэма была написана по заказу ширваншаха Ахситана I. В поэме 4600 строф. Эта поэма считается самым известным персидским изложением сказания о Лейли и Меджнуне. Эта романтическая поэма относится к жанру «удри» (иначе «одри»). Сюжет поэм этого жанра прост и вращается вокруг безответной любви. Герои удри являются полувымышленными-полуисторическими персонажами, и их поступки похожи на поступки персонажей других романтических поэм этого жанра. Низами персифицировал арабскую-бедуинскую легенду, представив героев в качестве персидских аристократов. Он также перенёс развитие сюжета в городскую среду и добавил несколько персидских мотивов, украсив повествование также описаниями природы. В основе сюжета поэмы легенда о трагической любви поэта Кайса и его двоюродной сестры Лейлы, но существует и общий смысл поэмы — безграничная любовь, находящая выход лишь в высокой поэзии и ведущая к духовному слиянию любящих. Поэма была опубликована в различных странах в различных версиях текста. Однако иранский учёный Хасан Вахид Дастджерди в 1934 г. осуществил публикацию критического издания поэмы, составив её текст из 66 глав и 3657 строф, опустив 1007 куплетов, определив их как более поздние интерполяции, хотя он допускал, что некоторые из них могли быть добавлены самим Низами.
В 1959 году по поэме был снят фильм-балет «Лейли и Меджнун» в постановке балетмейстера Гафара Валамат-Заде и балетной труппы Таджикского ордена Ленина театра оперы и балета им. С. Айни.

##### «Семь красавиц»
Название поэмы «Хафт пейкар» дословно можно перевести как «семь портретов», также возможно перевести как «семь принцесс». Поэма известна и под названием «Хафт гундбад» — «семь куполов», что отображает метафорическое значение названия. Сюжет каждой из семи новелл — любовное переживание, причём, в соответствии с переходом от чёрного цвета к белому, грубая чувственность сменяется духовно просветлённой любовью.
Сюжет поэмы основан на событиях персидской истории и легенде о Бахраме Гуре (Бахрам V), сасанидском шахе, отец которого, Йездигерд I, двадцать лет оставался бездетным и заимел сына только после того, как обратился к Ахура Мазде с мольбами дать ему ребёнка. После долгожданного рождения Бахрама по совету мудрецов его отправляют на воспитание к арабскому царю Номану. По приказу Номана был построен прекрасный новый дворец — Карнак. Однажды в одной из комнат дворца Бахрам находит портреты семи принцесс из семи разных стран, в которых он влюбляется. После смерти отца Бахрам возвращается в Персию и восходит на престол. Став царем, Бахрам предпринимает поиски семи принцесс и, отыскав их, женится на них.
Вторая тематическая линия поэмы — превращение Бахрама Гура из легкомысленного царевича в справедливого и умного правителя, борющегося с произволом и насилием. Пока взошедший на престол Бахрам был занят своими женами, один из его министров захватил власть в стране. Неожиданно Бахрам обнаруживает, что в делах его царства царит беспорядок, казна пуста, а соседние правители собираются на него напасть. Расследовав деяния министра, Бахрам приходит к выводу, что тот виновен в бедах, постигших царство. Он приговаривает злодея-министра к смертной казни и восстанавливает справедливость и порядок в своей стране. После этого Бахрам приказывает превратить семь дворцов своих жён в семь зороастрийских храмов для поклонения Богу, а сам Бахрам отправляется на охоту и исчезает в глубокой пещере. Пытаясь найти дикого осла (gūr), Бахрам находит свою могилу (gūr).

##### «Искандер-наме»
Низами считал поэму «Искандер-наме» итогом своего творчества, по сравнению с другими поэмами «Хамсе» она отличается некоторой философской усложнённостью. Поэма является творческой переработкой Низами различных сюжетов и легенд об Искандере — Александре Македонском, образ которого Низами расположил в центре поэмы. С самого начала Александр Македонский выступает как идеальный государь, воюющий только во имя защиты справедливости. Поэма состоит из двух формально независимых частей, написанных рифмованными куплетами и согласно метру «мотакареб» (аруз), которым написана поэма «Шахнаме»: «Шараф-наме» («Книга славы») и «Икбал-наме» или иначе «Кераб-наме» («Книга судьбы»). «Шараф-наме» описывает (на основе восточных легенд) жизнь и подвиги Искандера. «Икбал-наме» композиционно делится на два больших раздела, которые можно озаглавить как «Искандер-мудрец» и «Искандер-пророк».
Долгое время вызывало сомнения время создания поэмы и очерёдность её расположения внутри сборника «Хамсе». Однако в начале «Шараф-наме» Низами сказал, что ко времени написания тех строк уже он создал «три жемчужины» перед тем, как начать «новый орнамент», что подтвердило время создания. Кроме того, Низами оплакивает смерть Ширваншаха Аксатана, которому Низами посвятил поэму «Лейли и Маджнун», и адресует свои наставления его преемнику. Ко времени завершения поэмы власть династии Ширваншахов в Гяндже ослабла, поэтому Низами посвятил поэму малеку Ахара Носрат-аль-Дин Бискин бин Мохаммаду, которого Низами упоминает во введении к «Шараф-наме».
Основные эпизоды легенды об Александре, которые известны в мусульманской традиции, собраны в «Шараф-наме». В «Икбал-наме» Александр — бесспорный властитель мира, показан уже не как воин, но как мудрец и пророк. Не менее существенную часть составляют притчи, не имеющие прямого отношения к истории Александра. В завершение Низами рассказывает о конце жизни Александра и обстоятельствах смерти каждого из семи мудрецов. В этой части добавлена интерполяция о смерти самого Низами. В то время как «Шараф-наме» относится к традиции персидской эпической поэзии, в «Икбал-наме» Низами продемонстрировал свои таланты дидактического поэта, рассказчика анекдотов и миниатюриста.

## Низами в Средние века
Доулатшах Самарканди назвал Низами самым изысканным писателем эпохи, в которую он жил. А Хафиз Ширази посвятил ему строки, в которых пишет о том, что «все сокровища прошедших дней не могут сравниться со сладостью песен Низами».
Труды Низами оказали громадное влияние на дальнейшее развитие восточной и мировой литературы вплоть до XX века. Известны десятки назире (поэтических «ответов») и подражаний поэмам Низами, создававшихся начиная с XIII века и принадлежащих в том числе Алишеру Навои, индоперсидскому поэту Амиру Хосрову Дехлеви и др. Многие поэты в последующие века имитировали творчество Низами, даже если они не могли сравнятся с ним и, конечно, не смогли превзойти его, — персы, турки, индусы, если назвать только наиболее важных. Персидский учёный Хекмет перечислил не менее сорока персидских и тридцати турецких версий поэмы «Лейли и Маджнун».
Творчество Низами оказало большое влияние на дальнейшее развитие персидской литературы. Не только каждая из его поэм, но и в целом все пять поэм Хамсе как единое целое стали образцом, которому подражали и с которым соперничали персидские поэты в последующие века.
Поэмы Низами предоставили персидскому искусству миниатюры обилие творческого материала, вместе с поэмой Фирдоуси «Шахнаме» став наиболее иллюстрированными среди произведений персидской литературы.
С сюжетами произведений Низами тюркоязычные читатели ознакомились ещё в средние века по подражаниям его поэмам и своеобразным поэтическим ответам тюркоязычных поэтов. Творчество Низами Гянджеви оказывало влияние и на творчество классиков азербайджанской литературы.

## Переводы и издания произведений Низами
Первые переводы произведений Низами на западноевропейские языки стали осуществляться, начиная с XIX века. В 1920-30-х годах русские переводчики и исследователи перевели отдельные фрагменты из поэм «Семь красавиц», «Лейли и Меджнун» и «Хосров и Ширин». Перевод всех сочинений Низами с персидского на азербайджанский осуществлен в Азербайджане.
Первую попытку критического издания поэм Низами предпринял Хасан Вахид Дастджерди, осуществив издание поэм в Тегеране в 1934—1939 гг. Одним из лучших изданий произведений Низами является издание поэмы «Семь красавиц», которое было осуществлено Хельмутом Риттером и Яном Рыпкой в 1934 г. (Prague, printed Istanbul, 1934) на основании пятнадцати рукописей с текстами поэмы и изданной в Бомбее в 1265 г. литографии. Это одно из немногих изданий классического персидского текста, в котором применена строгая текстово-критическая методология.
С ноября 2022 года Центром Низами Гянджеви при Оксфордском университете совместно с Центром Большой исламской энциклопедии Ирана и Институтом рукописей НАН Азербайджана осуществляется проект по созданию каталога копий произведений Низами Гянджеви, изданных за 600 лет. На 2024 год существует около 4 000 изданий произведений в библиотеках стран Ближнего Востока, Южной и Средней Азии, Кавказа и Запада, частных коллекциях. Кодификация призвана устранить ошибки в изданиях. Каталог будет издан на азербайджанском, персидском и английском языках и размещён в архиве исследований Оксфордского университета.

## Значение творчества
И. В. Гёте создал свой «Западно-восточный диван» под влиянием персидской поэзии. В «Комментариях и эссе относительно Западно-восточного дивана» («Noten und Abhandlungen zum West-östlichen Divan») Гёте отдал дань уважения Низами в числе таких персидских поэтов, как Фирдоуси, Анвари, Руми, Саади и Джами, однако наибольшее влияние на Гёте при создании «Западно-восточного дивана» оказала поэзия Хафиза и его «Диван». В самом же сборнике «Западно-восточный диван» Гёте обращается к Низами и упоминает героев его поэм:
Мука любви без любовных отрад, —

 Это Ширин и Ферхад.

 В мир друг для друга пришли, — 

 Это Меджнун и Лейли.

 Пер. с немецкого В. Левика
В «Истории Государства Российского» Н. М. Карамзина Низами назван «персидским стихотворцем XII века», о нём упоминается в связи с рассказом о походе руссов в поэме «Искандер-наме». «Одним из славнейших эпических поэтов Персии» называет Низами в труде «О древних походах руссов на Восток» историк-востоковед В. В. Григорьев. По его мнению, Низами «был учёнейшим и славнейшим мужем своего времени». Г. Спасский-Автономов, командированный в Тегеран для изучения персидского языка, свидетельствует, что «между поэтов персидские критики выше всех славят Низами». Г. Спасский-Автономов пишет, что Низами «был суфа — то есть мистик». Свой особый интерес к творчеству Низами он объясняет тем, что в Персии поэтов Саади, Фирдоуси и Анвари называют пророками, а Низами — богом среди поэтов.
По мнению авторов «The Encyclopedia Americana», хотя в начале XX в. имя и творчество Низами не было широко известно на Западе, в Персии он считается одним из классиков персидской литературы, среди которых он, возможно, второй после Фирдоуси
. В начале XX в. Низами в Персии почитался одним из семи великих персидских поэтов.
В Иране творчество Низами до сих пор пользуется большой популярностью. У иранцев с древности существует традиция декламации поэтических произведений, что можно регулярно услышать по радио, наблюдать по телевидению, в литературных обществах, даже в чайных и в повседневной речи. Существует специальный конкурс по декламации поэзии, который называется «Муша-арех». Творчество Низами, его живое слово служит источником и символом этой древней традиции.
Сюжет поэмы «Семь красавиц» («Хафт пейкар») Низами послужил основой для написания оперы Джакомо Пуччини «Турандот», первое представление которой состоялось 25 апреля 1926 года в Милане (Италия), что является иллюстрацией длительной известности Низами, проникающей за пределы персидской литературы.
Азербайджанские композиторы неоднократно обращались к творчеству и к образу Низами, как, например, Узеир Гаджибеков (вокальные миниатюры на слова Низами «Сенсиз» («Без тебя») и «Севгили джанан» («Возлюбленная»)), Ниязи (камерная опера «Хосров и Ширин», 1942), Фикрет Амиров (симфония «Низами», 1947),
Афрасияб Бадалбейли (опера «Низами», 1948). Советский композитор Кара Караев дважды обращался к сюжету «Семи красавиц»: вначале им была написана одноимённая симфоническая сюита (1949), а потом, в 1952 году — балет «Семь красавиц», принёсший композитору мировую славу. Художественный фильм Азербайджанской студии «Лейли и Меджнун» был снят (1961) на основе одноимённых произведений Низами и Физули. Пять фильмов азербайджанских кинематографистов были посвящены Низами, в их числе художественный фильм «Низами» (1982) с Муслимом Магомаевым в главной роли. В 1940 году Мехти Гусейн написал пьесу «Низами», впервые поставленную 16 августа 1942 года на сцене Азербайджанского драматического театра в Баку по случаю 800-летия Низами Гянджеви. Режиссёром-постановщиком спектакля был Адиль Искендеров, композитор — Сеид Рустамов, постановщик танцев — Лейла Бадирбейли. Роль Низами играл Рза Афганлы. В 1943 году спектакль был показан в различных постановках театрами Гянджи (в то время Кировабад), Нахичевани и Шеки.

## Проблема культурной идентичности Низами
Культурная идентичность Низами стала предметом разногласий с 40-х годов XX века, когда в СССР произошёл идеологически и политически мотивированный пересмотр национально-культурной принадлежности поэта, приуроченный к празднованию 800-летия со дня его рождения.
Виктор Шнирельман отмечает, что до 40-х годов XX века культурная идентичность Низами не дискутировалась — его признавали персидским поэтом; однако после 1940 года на территории СССР Низами стал на официальном уровне считаться азербайджанским поэтом.
В результате политической кампании ряд советских исследователей в конце 1930-х заявили об азербайджанской идентичности Низами. В статье БСЭ 1939 года под редакцией Агафангела Крымского Низами представлен как азербайджанский поэт и мыслитель. Аналогичного мнения о национальности Низами придерживался также известный советский востоковед Евгений Бертельс. «Окончательный вердикт» в решении вопроса о национальной идентичности Низами вынес в СССР Иосиф Сталин, заявив о несомненной принадлежности поэта к азербайджанцам. После 1940 года все советские исследователи и энциклопедии уже единодушно признавали Низами азербайджанским поэтом. После распада СССР часть постсоветских источников остаются на той же позиции, однако некоторые российские учёные вновь говорят о персидской идентичности Низами.
Азербайджанские исследователи Низами полагают, что в стихах поэта присутствуют примеры тюркского самосознания. Азербайджанский автор Рамазан Кафарлы полагает, что Низами писал не по-тюркски, а по-персидски, так как «на Востоке можно было бы скорее прославиться и распространить свои воззрения в различных странах посредством персидского и арабского языков». Турецкая «Исламская энциклопедия» отмечая принадлежность персидской литературе, по этническому же происхождению считает тюрком по отцу и курдом по матери.
В свою очередь, иранские исследователи приводят аналогичные примеры персидского самосознания в стихах Низами и отмечают, что в его стихах «тюрк» или «индус» не национальности, а поэтические символы.
В настоящее время за пределами бывшего СССР в большинстве
академических трудов (в том числе и турецких авторов) и авторитетных энциклопедий «Британника», «Лярусс», «Ираника», «Брокгауз» и пр. Низами признаётся персидским поэтом.
Ряд американских специалистов по новейшей истории считает, что Низами — пример синтеза тюркской и персидской культур и пример вклада Азербайджана в такой синтез, эта точка зрения подвергается критике как следующая советским идеологическим воззрениям.
Ряд российских и иностранных исследователей утверждает, что «азербайджанизация» Низами в СССР в 40-х годах XX века была политически мотивированной государственной акцией.
В 1981 и 1991 годах в СССР были выпущены юбилейные почтовые марки с символическим изображением Низами и надписью, гласящей, что Низами — «азербайджанский поэт и мыслитель».
Специалист по персидской литературе Ребекка Гулд отмечает, что в большинстве книг о персидской литературе, опубликованных в Азербайджане, значение персидских поэтов, родившихся на территории Кавказа, в том числе Низами Гянджеви, сводится к проекту повышения этнического престижа. «Национализация» классических персидских поэтов в ряде республик СССР, вписывающаяся в советское время в общую политику национального строительства, в постсоветских государствах стала предметом псевдонауки, уделяющей внимание исключительно этническим корням средневековых деятелей, и политических спекуляций.

## Мировое признание. Память
ЮНЕСКО, признав годом рождения Низами 1141 год, 1991 год объявила годом Низами в честь 850-летия поэта. В честь 850-летия со дня рождения Низами в 1991 году международные конгрессы, посвящённые Низами, прошли в Вашингтоне, Лос-Анджелесе, Лондоне и Табризе.
В 1940 году Газанфар Халыков пишет портрет Низами Гянджеви, который хранится в Музее азербайджанской литературы, носящем имя поэта.
В 1940 году азербайджанский писатель Мехти Гусейн написал пьесу «Низами», где воссоздал образ великого поэта Востока.
В тяжёлые дни блокады в октябре 1941 г. в осажденном Ленинграде, в Эрмитаже отмечали 800-летие поэта. Мероприятие открыл академик, директор Эрмитажа И. А. Орбели.
В 1947 году в Гяндже был воздвигнут мавзолей поэта (на месте древнего, к тому времени разрушенного).
В 1948 году азербайджанским писателем Мамед Саидом Ордубади был написан исторический роман «Меч и перо», посвящённый Низами Гянджеви.
В 1993 году Банк Азербайджанской Республики выпустил банкноту достоинством 500 манат с символическим портретом Низами Гянджеви.
В Гяндже (1946) и Баку (1949, скульптор обоих монументов — Фуад Абдурахманов) и других городах Азербайджана есть многочисленные памятники Низами, его именем названы улицы, районы, населённые пункты, учебные заведения и др.:
- Низами Гянджеви — станция метро (Баку);
- улица Низами — одна из центральных улиц в Баку;
- Лицей технических и естественных наук имени Низами Гянджеви (Сумгаит);
- Институт литературы им. Низами Национальной Академии наук Азербайджана;
- Музей Азербайджанской литературы имени Низами Гянджеви;
- парк им. Низами (Баку)[246];
- сёла Низами в Геранбойском и Сабирабадском районах Азербайджана;
- Низаминский район в Баку.

Памятники Низами были установлены: в России — в городах Дербент, Чебоксары, Санкт-Петербург и Москва (у посольства Азербайджана); в Ташкенте перед ТГПУ имени Низами; в Кишинёве.
20 апреля 2012 года в Риме в парке Вилла Боргезе состоялось открытие памятника Низами, на котором первая леди Азербайджана Мехрибан Алиева и заведующая международным отделом городской мэрии Рима Серена Форни торжественно сняли белое покрывало с монумента.
В начале декабря 2012 года по случаю 20-летия установления дипломатических отношений между Китаем и Азербайджаном памятник Низами Гянджеви был установлен в одном из центральных парков Пекина — Чаойан. Скульптор — Юань Сикунь.
Именем Низами были названы кратер на Меркурии и астероид.
Имя поэта носят Ташкентский государственный педагогический университет в столице Узбекистана, Институт азербайджанской культуры в Берлине, село Низами в Араратской области Армении и др.
30 сентября 2012 года в г. Гянджа был создан Международный центр Низами Гянджеви. Один из сопредседателей — директор Новой Александрийской библиотеки, бывший первый вице-президент Всемирного банка Исмаил Серагельдин. Центр изучает наследие поэта, ценности, которые он прививал своим творчеством, ведёт просветительную работу, распространяя знания о деятельности и творчестве Низами.
13 марта 2014 г. в Государственном Эрмитаже состоялся вечер памяти о научной конференции, посвящённой 800-летию Низами, проведённой Эрмитажем в блокадном Ленинграде в октябре 1941 года.
16 мая 2014 года Милли Меджлис Азербайджана на пленарном заседании внес изменения в Закон Азербайджанской Республики «Об учреждении орденов и медалей Азербайджанской Республики», предусматривающие учреждение Золотой медали имени Низами Гянджеви.
В январе 2021 года президент Азербайджанской Республики Ильхам Алиев подписал распоряжение об объявлении 2021 года в Азербайджане Годом Низами Гянджеви.
В сентябре 2021 года в Харькове, Украина состоялось открытие памятника Низами Гянджеви.
- «Портрет Низами» на азербайджанском ковре (музей в Гяндже)
- Банкнота Азербайджана (до денежной реформы 2005 года) номиналом в 500 манат с символическим портретом Низами Гянджеви
- Мозаичное изображение Низами Гянджеви на одноимённой станции метро в Баку. Художник Микаил Абдуллаев.